# Принц Мотоёси
Принц Мотоёси, или Мотоёси Синно (元良親王, Motoyoshi shinnō; 890 — 26 июля 943) — член японской императорской семьи и известный поэт периода Хэйан.

## Биография
Старший сын императора Ёдзэя. Родился в 890 году, уже после того, как Ёдзэй по принуждению отрёкся от престола. Мать Мотоёси была дочерью Фудзивары-но-Тонага. Сводный брат по матери — принц Мотохиро. У прица Мотоёси было три жены: принцесса Сюси, дочь императора Дайго; принцесса Кайси, дочь императора Уда; и дочь главы дзингикана из клана Фудзивара.
В 929 году, по случаю сорокалетия своей жены, принцессы Сюси, Мотоёси попросил поэта Ки-но Цураюки, одного из тридцати шести бессмертных поэтов, сочинить стихотворение в честь праздника.
В 936 году принц Мотоёси поддержал финансово строительство центральной колонны в буддистском храме Дайго-Дзи, который входит в список национальных сокровищ Японии.

## Поэзия
Двадцать танка Мотоёси вошли в состав «Госэн вакасю». Также сохранилась и его собственная антология «Мотоёси Синно-сю» (元良親王集).
Одно из стихотворений принца Мотоёси включено в антологию «Огура Хякунин Иссю» под номером 20.
| わびぬれば 今はた同じ 難波なる 身をつくしても 逢はむとぞ思ふ | Wabi nureba Ima hata onaji Naniwa naru Mi o tsukushite mo Awan to zo omou | Я так несчастлив, Что не страшусь смерти: Тебя я жажду, Тебя стремлюсь увидеть, Хотя б ценою жизни! (пер. Н. Новича) | Полная ужасных мук, Моя жизнь бессмысленна. Встретиться с тобой я жажду, Даже ценою жизни В бухте Нанива. | Сейчас, в полном несчастии, Ничего для меня не имеет значения. Потому, хочу тебя увидеть, Даже если умру, пытаясь, В бухте Нанива. |

Хоть Мотоёси и не было суждено стать преемником своего отца — императора Ёдзэй — на троне, он прославился как поэт, наполнивший свою жизнь любовными страстями и приключениями. О подобных бурных чувствах и рассказывает приведённый стих. К сожалению, перевод не может передать важных нюансов текста. В оригинале строка Mi wo tsukushite mo означает «даже если я умру, пытаясь», и в этой фразе благодаря созвучию можно услышать слово miotsukushi. Так называли градуированные вехи для измерения приливов. Бухта Нанива (ныне — знаменитый морской порт в городе Осака) упоминается, скорее всего, как место, где установлены эти самые вехи. Таким образом, в стихе возникает изящная аллюзия, говорящая о том, что несчастного любовника буквально затопляют его чувства. Также возможно, что поэт имел в виду реку из своих слёз, которая была столь глубока, что для того, чтобы её измерить, понадобились бы те самые вехи. Профессор Клэй МакКоули предложил другое толкование: если бы герою не удалось достигнуть своей цели, то его тело нашли бы у вех бухты Нанива.